# Caterina di Ferdinando de' Medici
Caterina di Ferdinando de' Medici (Firenze, 2 maggio 1593 – Siena, 17 aprile 1629) era la terzogenita di Ferdinando I de' Medici, granduca di Toscana, e Cristina di Lorena quest'ultima nipote della più famosa Caterina de' Medici, regina di Francia.

## Biografia

### Trattative matrimoniali
Nel 1612 suo fratello Cosimo II iniziò delle trattative matrimoniali con il re d'Inghilterra Giacomo I per darla in sposa al principe di Galles, Enrico Federico Stuart. Re Giacomo era favorevole a questo matrimonio, Cosimo aveva già stabilito la dote in 1.000.000 di scudi e si era già parlato dell'organizzazione dei festeggiamenti, quando da Roma arrivò il divieto papale: Enrico era infatti anglicano (protestante) e Caterina una principessa cattolica. Sembrava tutto perduto ma Cosimo non si arrese e mandò a Roma suo zio Giovanni de' Medici a perorare la causa presso il papa Paolo V; ecco che si fecero avanti, ad offrire le loro principesse al principe inglese, anche la Savoia, la Spagna e la Francia di Maria de' Medici. Tutti loro rimasero delusi quanto Caterina e suo fratello Cosimo, perché Enrico Stuart risolse la questione morendo improvvisamente nel novembre del 1612. In seguito il fratello di Enrico, Re Carlo I d'Inghilterra, avrebbe sposato una principessa cattolica, Enrichetta di Francia.

### Matrimonio
Fallito questo matrimonio, Caterina venne data in sposa il 7 febbraio 1617 a Ferdinando Gonzaga Duca di Mantova. Fu uno sfortunato matrimonio, gravato dallo spettro della crisi di successione: il Duca era un uomo dissoluto e a causa di ciò malato; Caterina subì almeno due aborti spontanei (nel luglio 1617 e nell'ottobre 1618; forse un terzo si verificò alla fine del 1625).

### Ultimi anni e morte
Rimasta vedova nel 1626, presa da impeto religioso si ritirò nel monastero delle Orsoline, da dove però venne richiamata dal nipote, il Granduca Ferdinando II che nel giugno 1627 le affidò il governo di Siena, carica che ricoprì senza particolari avvenimenti.
Colpita dal vaiolo, morì il 17 aprile 1629.
È sepolta nelle Cappelle Medicee a Firenze.

### Sepoltura
Nel 1857, durante una prima ricognizione delle salme dei Medici, così venne ritrovato il suo corpo: 

## Ascendenza
|                         |                       |                                  | Genitori                              |  |  | Nonni |  |  | Bisnonni                  |  |  | Trisnonni            |  |
|                         |                       |                                  |                                       |  |  |       |  |  | Giovanni dalle Bande Nere |  |  | Giovanni il Popolano |  |
|                         |                       |                                  |                                       |  |  |       |  |  | Giovanni dalle Bande Nere |  |  | Giovanni il Popolano |  |
|                         |                       | Caterina Sforza                  |                                       |  |  |       |  |  | Giovanni dalle Bande Nere |  |  |                      |  |
| Cosimo I de' Medici     |                       |                                  |                                       |  |  |       |  |  | Giovanni dalle Bande Nere |  |  |                      |  |
|                         |                       | Maria Salviati                   | Jacopo Salviati                       |  |  |       |  |  |                           |  |  |                      |  |
|                         |                       | Maria Salviati                   | Jacopo Salviati                       |  |  |       |  |  |                           |  |  |                      |  |
|                         |                       | Maria Salviati                   | Lucrezia di Lorenzo de' Medici        |  |  |       |  |  |                           |  |  |                      |  |
| Ferdinando I de' Medici |                       | Maria Salviati                   |                                       |  |  |       |  |  |                           |  |  |                      |  |
|                         |                       | Pedro Álvarez de Toledo y Zúñiga | Fadrique Álvarez de Toledo y Enríquez |  |  |       |  |  |                           |  |  |                      |  |
|                         |                       | Pedro Álvarez de Toledo y Zúñiga | Fadrique Álvarez de Toledo y Enríquez |  |  |       |  |  |                           |  |  |                      |  |
|                         |                       | Pedro Álvarez de Toledo y Zúñiga | Isabel de Zúñiga                      |  |  |       |  |  |                           |  |  |                      |  |
| Eleonora di Toledo      |                       | Pedro Álvarez de Toledo y Zúñiga |                                       |  |  |       |  |  |                           |  |  |                      |  |
|                         |                       | María Osorio y Pimentel          | Luis Pimentel y Pacheco               |  |  |       |  |  |                           |  |  |                      |  |
|                         |                       | María Osorio y Pimentel          | Luis Pimentel y Pacheco               |  |  |       |  |  |                           |  |  |                      |  |
|                         |                       | María Osorio y Pimentel          | Juana Osorio                          |  |  |       |  |  |                           |  |  |                      |  |
| Caterina de' Medici     |                       | María Osorio y Pimentel          |                                       |  |  |       |  |  |                           |  |  |                      |  |
|                         | Francesco I di Lorena | Antonio di Lorena                |                                       |  |  |       |  |  |                           |  |  |                      |  |
|                         | Francesco I di Lorena | Antonio di Lorena                |                                       |  |  |       |  |  |                           |  |  |                      |  |
|                         | Francesco I di Lorena | Renata di Borbone-Montpensier    |                                       |  |  |       |  |  |                           |  |  |                      |  |
| Carlo III di Lorena     | Francesco I di Lorena |                                  |                                       |  |  |       |  |  |                           |  |  |                      |  |
|                         |                       | Cristina di Danimarca            | Cristiano II di Danimarca             |  |  |       |  |  |                           |  |  |                      |  |
|                         |                       | Cristina di Danimarca            | Cristiano II di Danimarca             |  |  |       |  |  |                           |  |  |                      |  |
|                         |                       | Cristina di Danimarca            | Isabella d'Asburgo                    |  |  |       |  |  |                           |  |  |                      |  |
| Cristina di Lorena      |                       | Cristina di Danimarca            |                                       |  |  |       |  |  |                           |  |  |                      |  |
|                         |                       | Enrico II di Francia             | Francesco I di Francia                |  |  |       |  |  |                           |  |  |                      |  |
|                         |                       | Enrico II di Francia             | Francesco I di Francia                |  |  |       |  |  |                           |  |  |                      |  |
|                         |                       | Enrico II di Francia             | Claudia di Francia                    |  |  |       |  |  |                           |  |  |                      |  |
| Claudia di Valois       |                       | Enrico II di Francia             |                                       |  |  |       |  |  |                           |  |  |                      |  |
|                         |                       | Caterina de' Medici              | Lorenzo de' Medici duca di Urbino     |  |  |       |  |  |                           |  |  |                      |  |
|                         |                       | Caterina de' Medici              | Lorenzo de' Medici duca di Urbino     |  |  |       |  |  |                           |  |  |                      |  |
|                         |                       | Caterina de' Medici              | Maddalena de La Tour d'Auvergne       |  |  |       |  |  |                           |  |  |                      |  |
|                         |                       | Caterina de' Medici              |                                       |  |  |       |  |  |                           |  |  |                      |  |